# Hoyerswerdaer Schwarzwasser
Das Schwarzwasser (obersorbisch Čornica), zur besseren Unterscheidung von anderen Flüssen gleichen Namens, etwa dem Ruhlander Schwarzwasser, auch Hoyerswerdaer Schwarzwasser genannt, ist ein rechter Nebenfluss der Schwarzen Elster in Sachsen. Auf Landkarten aus dem 17. und 18. Jahrhundert findet sich für den Fluss die Bezeichnung Weiße Elster.

### Quellen und Oberlauf

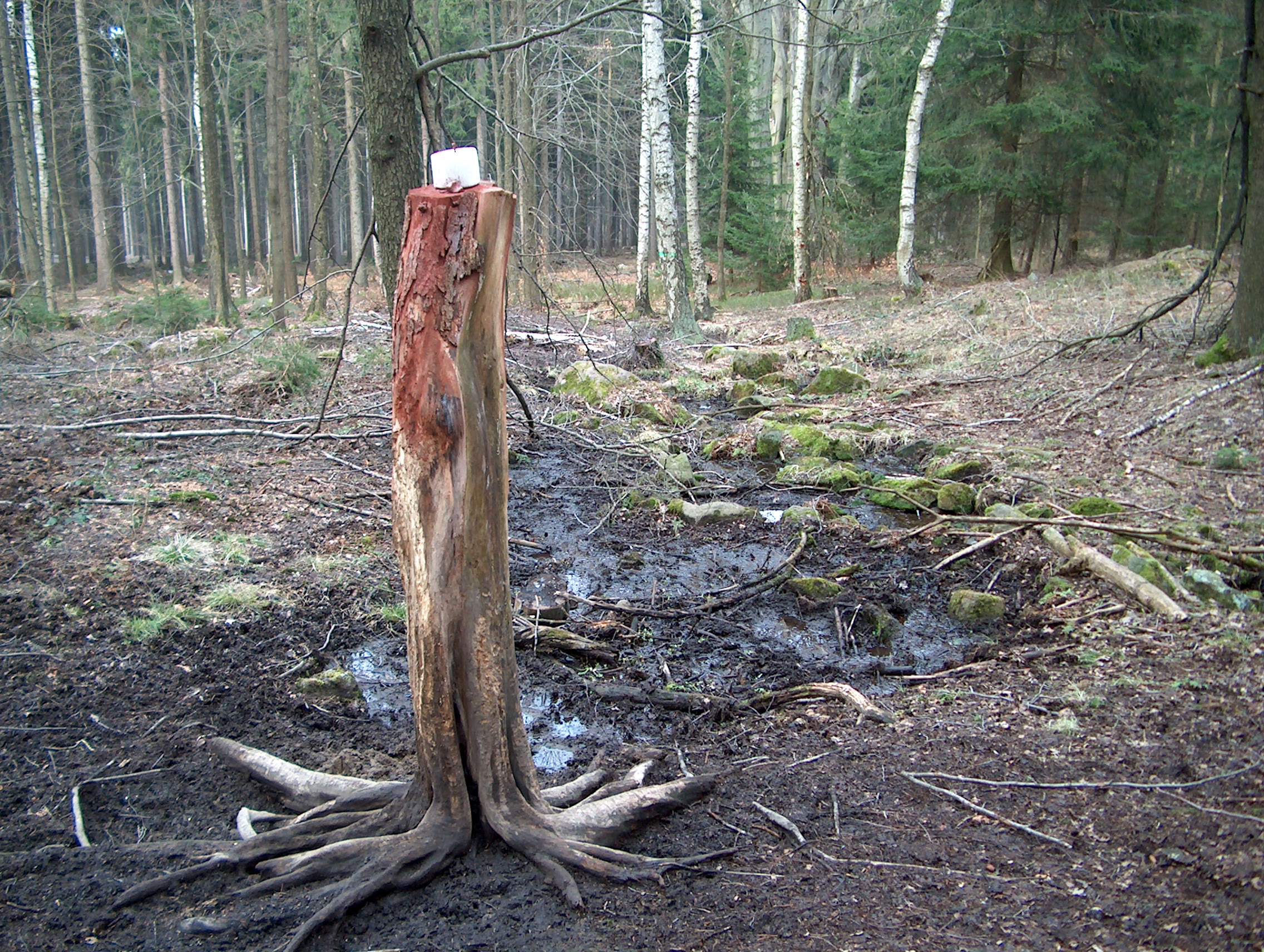
Schwarzwasserquelle am Hohen Hahn

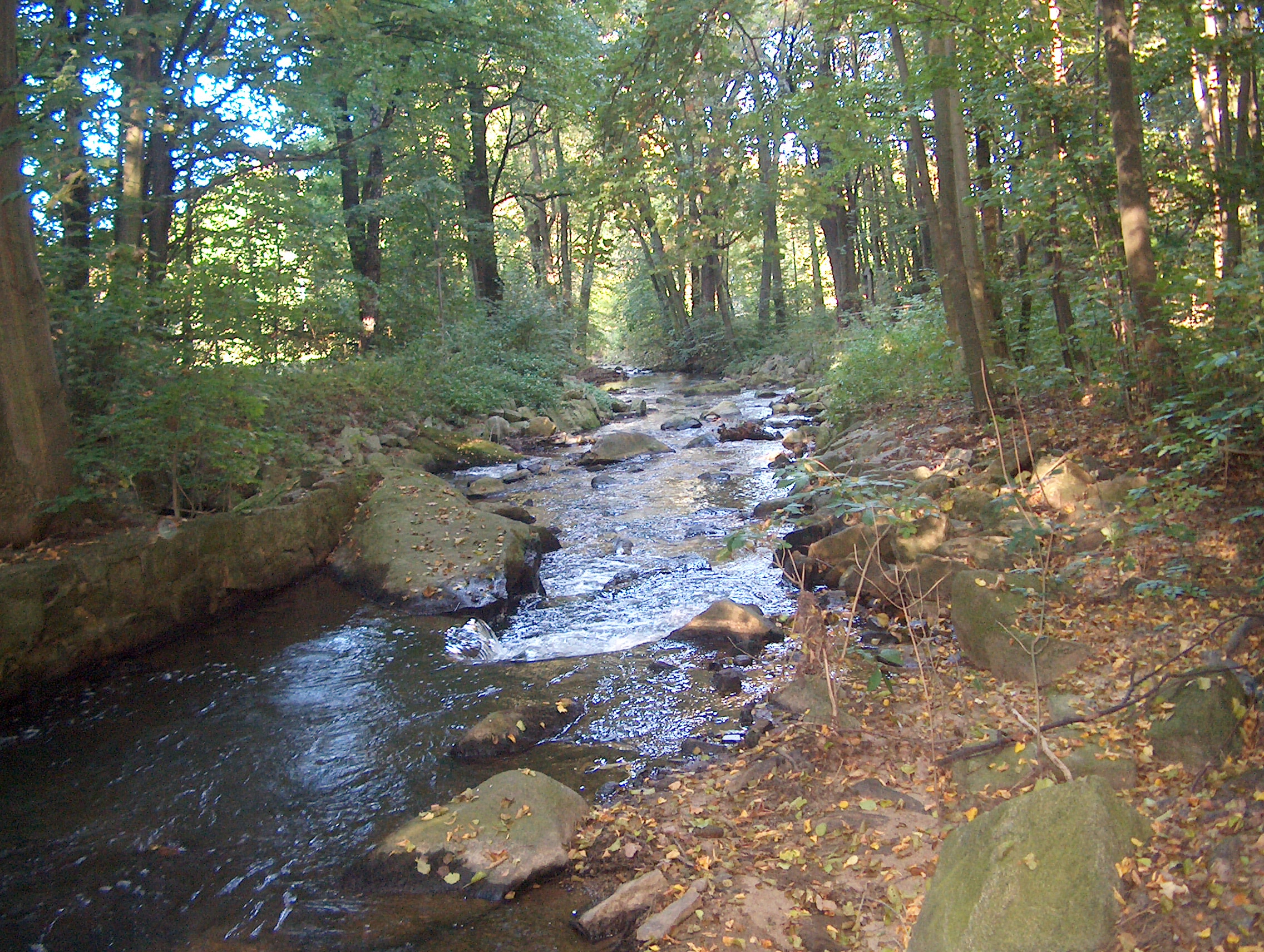
Nedaschützer Skala

### Weiterer Verlauf

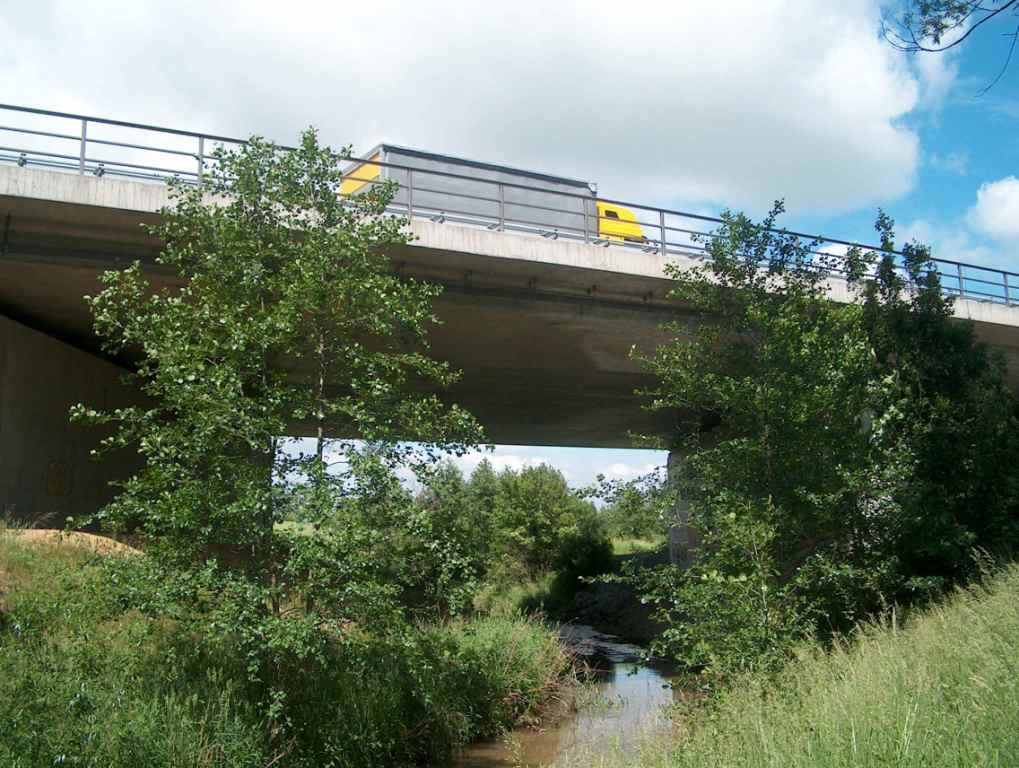
Brücke der A4 zwischen Pietzschwitz und Prischwitz

### Unterlauf und Mündung

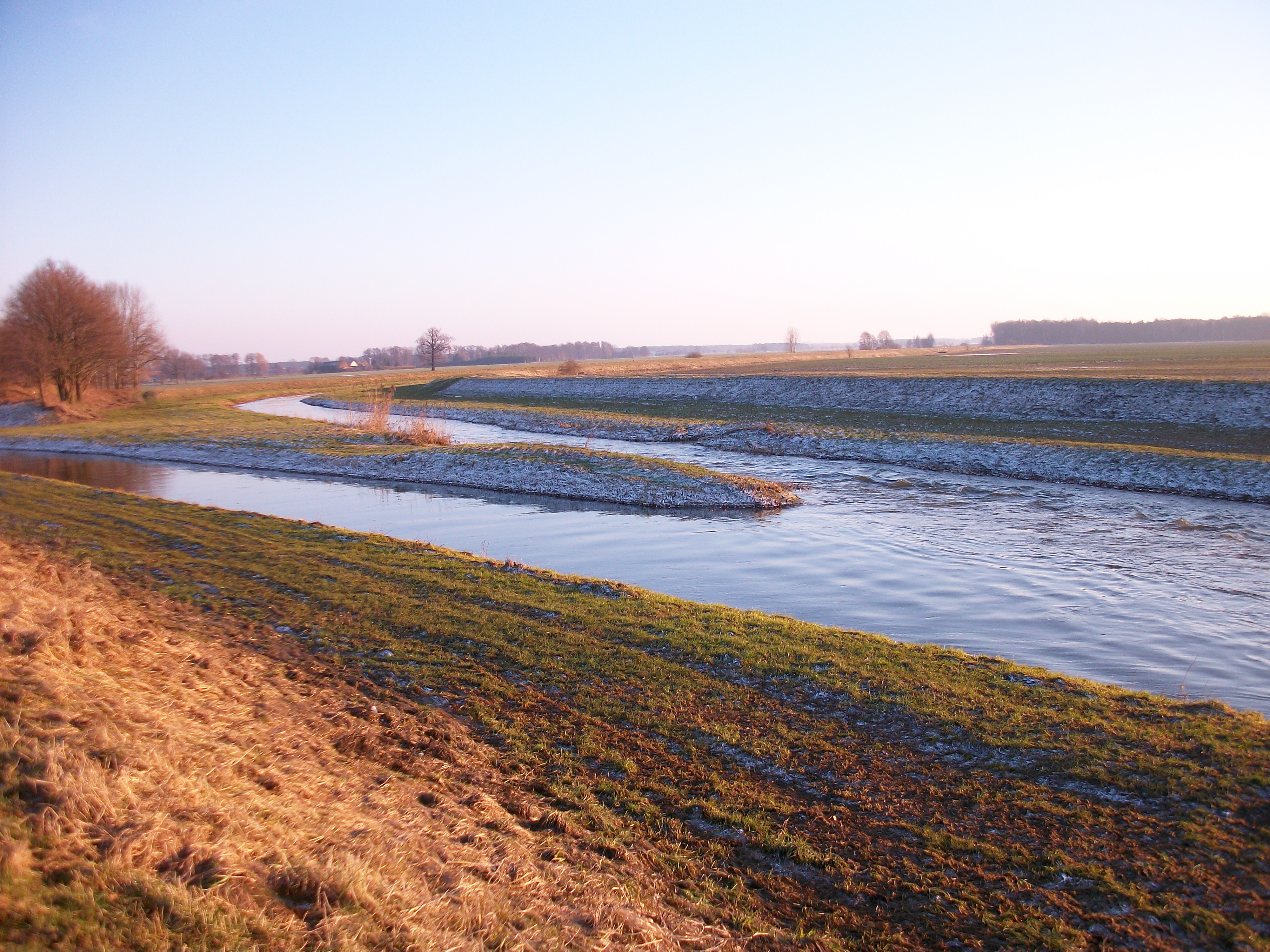
Zusammenfluss von Schwarzwassergraben (links) und Wudra

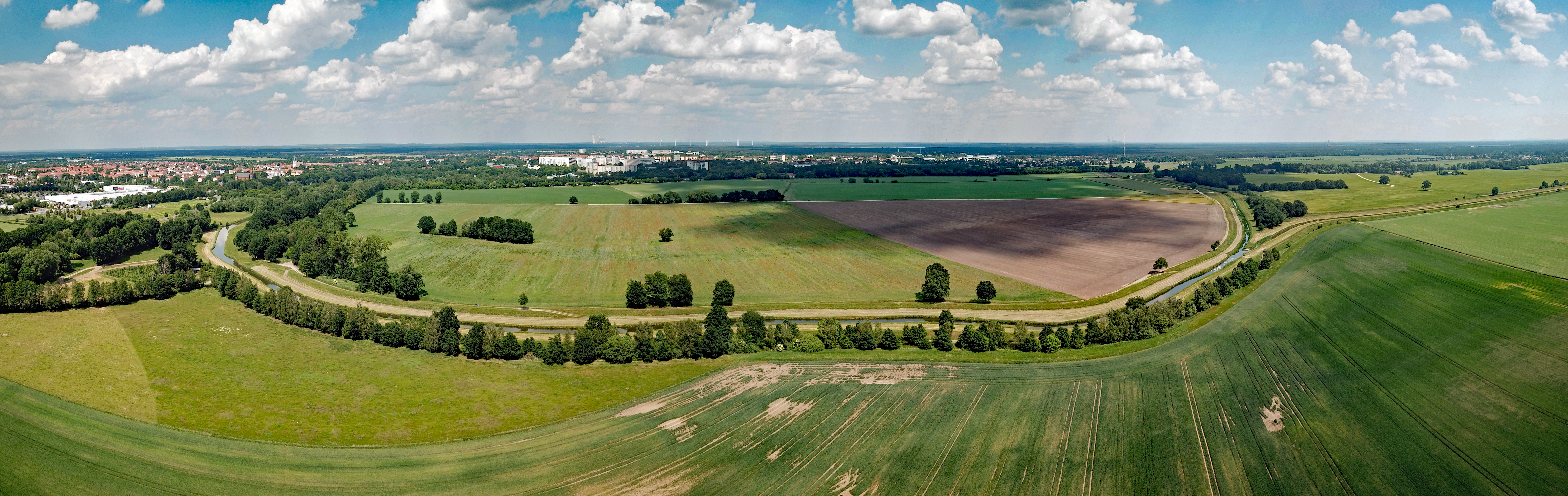
Luftbildpanorama nahe Hoyerswerda (rechts Mündung der Wudra in das Schwarzwasser und links Mündung in die Schwarze Elster)

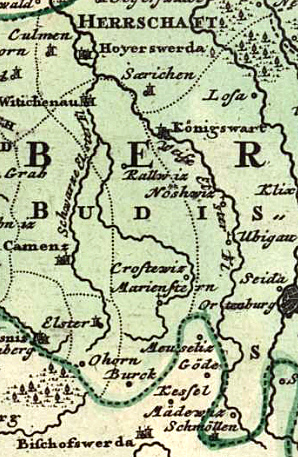
Bis ins 18. Jahrhundert trug das Schwarzwasser auch den Namen Weiße Elster

## Verlauf